# 后海 (北京)

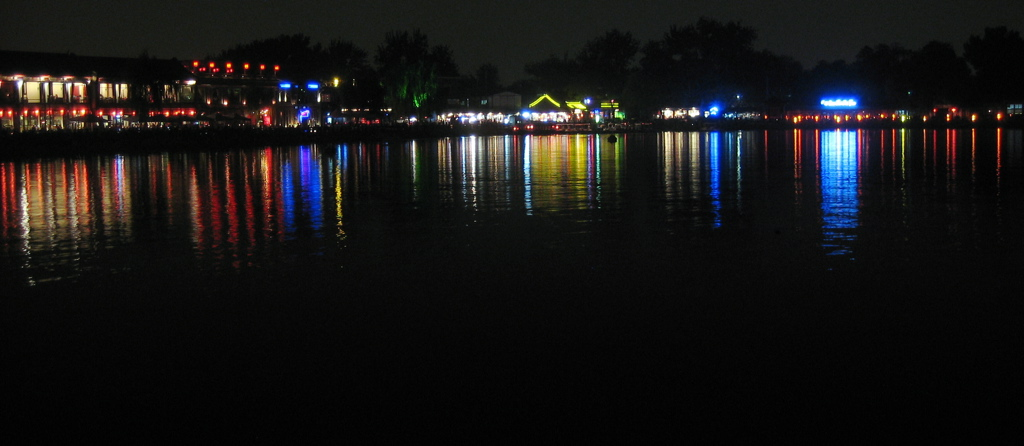
夜晚的后海

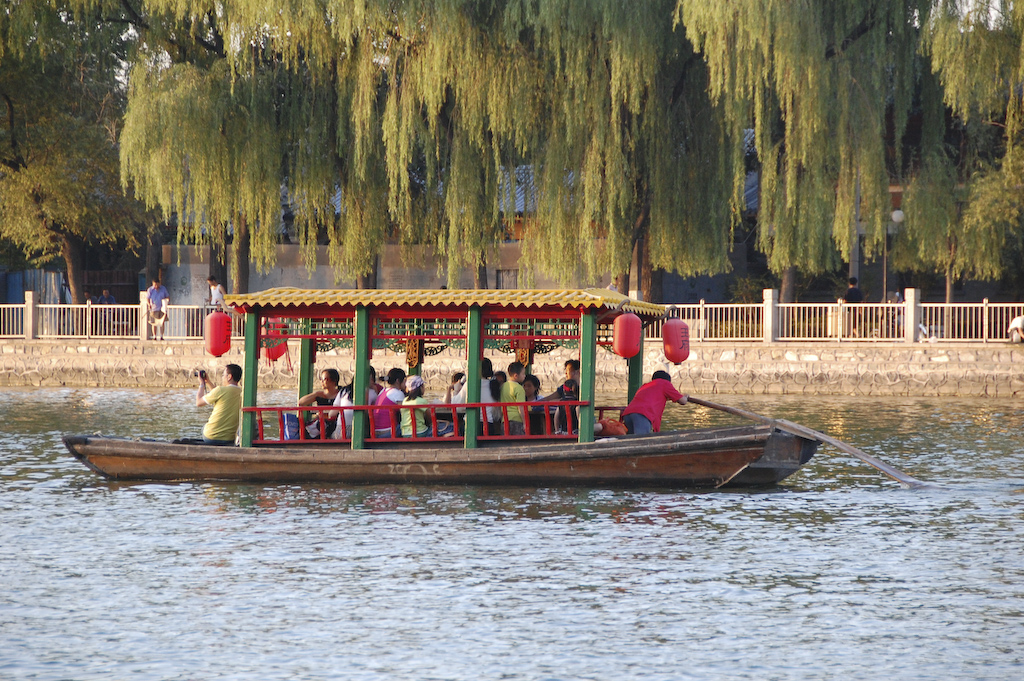
湖上的游船

后海是位于中国北京市西城区的一个湖泊。后海是什刹海三海中最大的一个，连接前海和西海。自21世纪初以降，后海的胡同及其周边地区因其夜生活而闻名于世，许多沿湖岸的住宅也已被改建成餐馆、酒吧和咖啡馆。该地区特别受来北京的外国游客的欢迎，并且有很多外国侨民和当地年轻一代聚集于此。
北京宋庆龄故居和恭王府都位于后海附近。

## 交通
北京的5、60、90、107和204路公交停靠在后海东部的鼓楼。离此最近的地铁车站北海北站是北京地铁6号线的一个车站，位于前海西侧。为了到达后海，地铁乘客必须沿着前海沿岸向北走走到后海。

## 图片

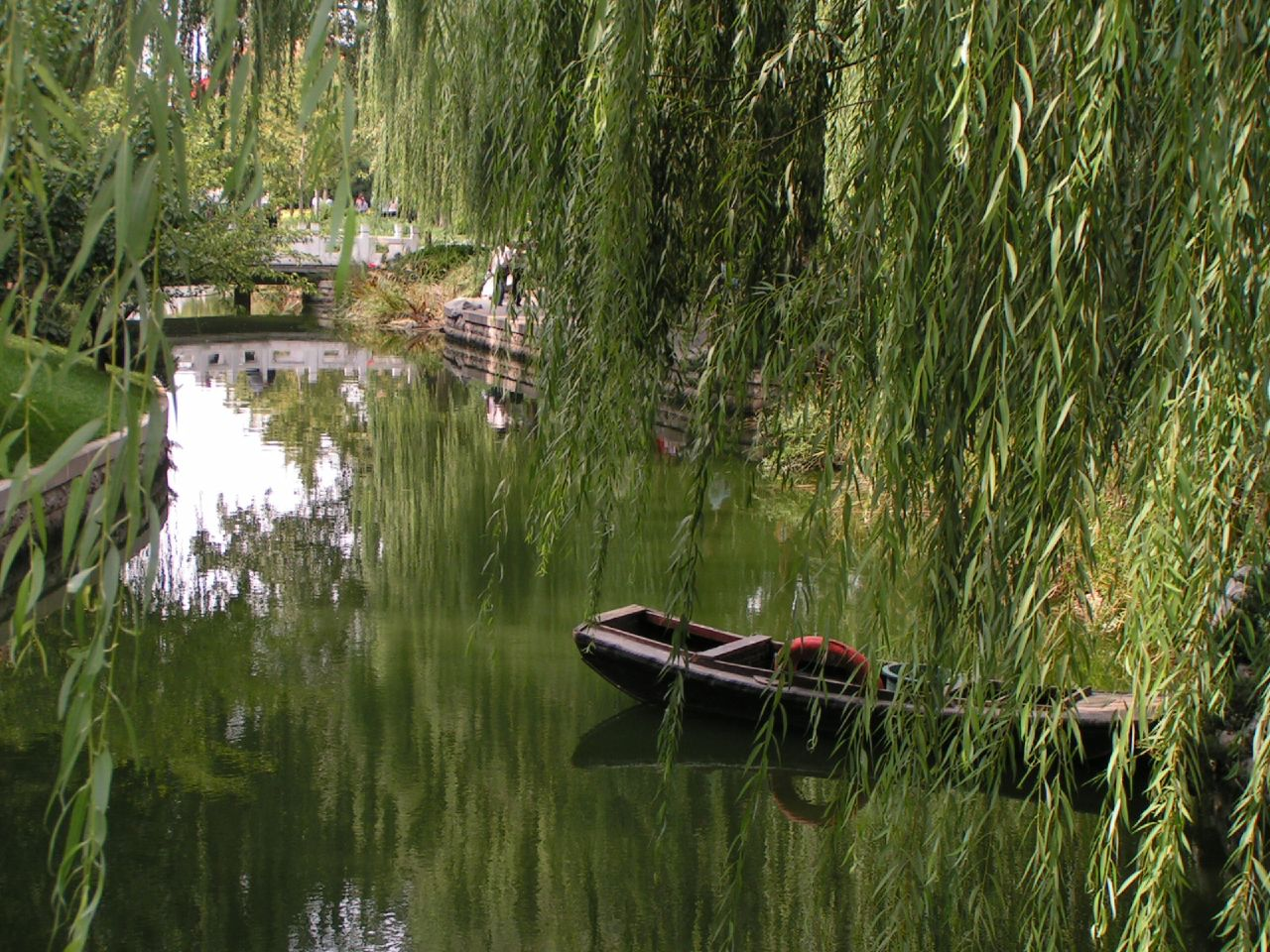
后海
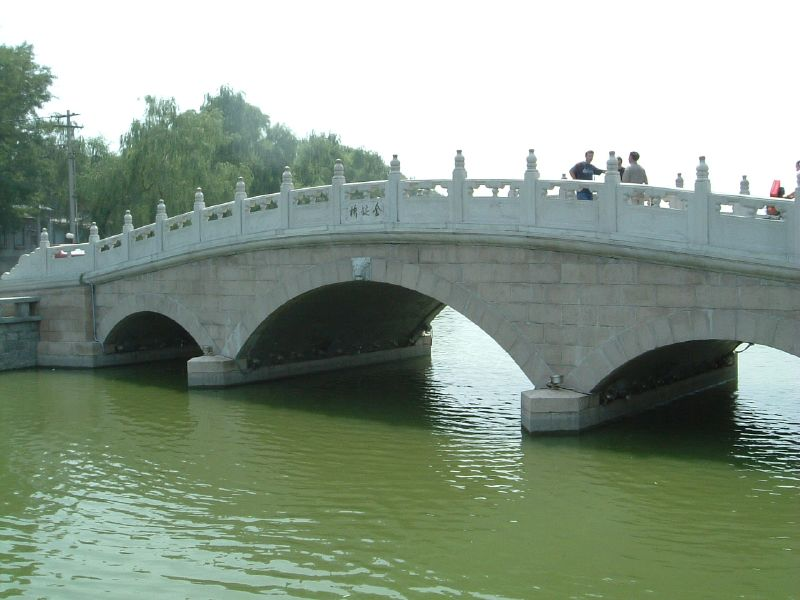
金锭桥横跨湖上